# Средиземноморская кунья акула
Средиземномо́рская аку́ла (Mustelus punctulatus) — малоизученный вид хрящевых рыб рода обыкновенных куньих акул семейства куньих акул отряда кархаринообразных. Обитает в северо-восточной и центрально-восточной частях Атлантического океана. Вероятно, размножается живорождением. Максимальная зафиксированная длина 95 см. Опасности для человека не представляет. Коммерческого значения не имеет.

## Таксономия
Впервые вид научно описан в 1827 году. Средиземноморских акул часто путают со звёздчатыми и европейскими куньими акулами, чьи ареалы перекрывают друг друга.

## Ареал
Европейские куньи акулы обитают в центрально-западной и юго-западной части Атлантики в Средиземном море и у берегов Западной Сахары. Они встречаются на континентальном шельфе на глубине до 200 м.

## Описание
У европейских куньих акул короткая голова и вытянутое тело. Расстояние от кончика морды до основания грудных плавников составляет от 17 % до 20 % от общей длины тела. Морда слегка вытянутая и тупая. Овальные крупные глаза вытянуты по горизонтали. Позади глаз имеются расположены дыхальца. По углам рта имеются губные борозды. Верхние борозды длиннее нижних. Короткий рот равен по длине глазу и составляет 2—3,1 % от длины тела. Тупые и плоские зубы асимметричны, с небольшим центральным остриём, латеральные зубцы имеются только у очень молодых акул. Щёчно-глоточные зубчики покрывают кончик языка и переднюю треть глотки. Расстояние между спинными плавниками составляет 18—22 % от длины тела. Грудные плавники небольшие, длина переднего края составляет 12—14 %, а заднего края 7,2—11 % от общей длины соответственно. Длина переднего края брюшных плавников составляет 7,4—8,8 % от общей длины тела. Высота анального плавника равна 2,3—3,4 % от общей длины. Первый спинной плавник больше второго спинного плавника. Его основание расположено между основаниями грудных и брюшных плавников. Основание второго спинного плавника начинается перед основанием анального плавника. Анальный плавник меньше обоих спинных плавников. У края верхней лопасти хвостового плавника имеется вентральная выемка. Хвостовой плавник вытянут почти горизонтально. Окрас серый или серо-коричневый с тёмными пятнышками. Брюхо светлое.

## Биология
Средиземноморские куньи акулы, вероятно, размножаются живорождением. Самцы и самки достигают половой зрелости при длине 50—55 см и 60 см, соответственно. Длина новорожденных около 31 см. Рацион состоит в основном из донных ракообразных.

## Взаимодействие с человеком
Вид не представляет опасности для человека. В качестве прилова попадает в коммерческие рыболовные сети. Вероятно, в районе Средиземного моря мясо этих акул используют в пищу. 